# Liebesroman
Unter einem Liebesroman versteht man einen Roman, dessen zentrales Thema die Liebe ist. Zu den historischen Vorläufern des modernen Liebesromans zählen der barocke Schäferroman, der galante Roman und der englische Sittenroman des 18. und 19. Jahrhunderts. Obwohl viele Liebesromane der Trivialliteratur zuzurechnen sind (siehe weiter unten), schließt der Begriff grundsätzlich auch Werke der Hochliteratur ein.
Anders als z. B. im englischsprachigen Raum, wo dem literarischen Thema große Beachtung geschenkt wird, stehen in der deutschen Philologie traditionell Stoffe und Motive im Vordergrund. Übergreifende Darstellungen zum hochliterarischen Liebesroman sind im deutschsprachigen Raum daher noch selten.

## Beispiele für literaturhistorisch bedeutende Liebesromane
→ Siehe auch: Liste von literarischen Werken mit homosexuellem Inhalt
- Chariton von Aphrodisias: Chaireas und Kallirhoe (Griechenland, 1. Jahrhundert v. Chr.)
- Achilleus Tatios: Leukippe und Kleitophon (Griechenland, 2. Jahrhundert n. Chr.)
- Longus: Daphnis und Chloe (Griechenland, 3. Jh.)
- Heliodoros: Theagenes und Charikleia (Griechenland, 3. Jh.)
- Madschnūn Lailā (Arabien, 7. Jh.)

- Honoré d’Urfé: L'Astrée (Frankreich, 1607–1627)
- Marie-Madeleine de La Fayette: Die Prinzessin von Clèves (Frankreich, 1678)
- Aphra Behn: Oroonoko (England, 1688)
- Eliza Haywood: Love in Excess (England, 1719)
- Samuel Richardson: Pamela oder die belohnte Tugend (England, 1742); Clarissa (1749)
- Jean-Jacques Rousseau: Julie oder Die neue Heloise (Frankreich, 1761)
- Johann Wolfgang von Goethe: Die Leiden des jungen Werther (Deutschland, 1774), Die Wahlverwandtschaften (1809)
- Fanny Burney: Evelina (England, 1778); Cecilia (1782)
- Friedrich Schlegel: Lucinde (Deutschland, 1799)
- Christoph Martin Wieland: Menander und Glycerion (Deutschland, 1804)
- Jane Austen: Verstand und Gefühl (England, 1811); Stolz und Vorurteil (1813); Emma (1816); Anne Elliot (1818)
- Charlotte Brontë: Jane Eyre (England, 1847)
- Emily Brontë: Sturmhöhe (England, 1847)
- Nathaniel Hawthorne: The Blithedale Romance (USA, 1852)
- George Eliot: Adam Bede (England, 1859)
- Anthony Trollope: Castle Richmond (England, 1860)
- Karl Gjellerup: Seit ich zuerst sie sah (Dänemark, 1889): Der autobiografisch inspirierte Roman des späteren Literaturnobelpreisträgers Gjellerup erzählt die Geschichte der jungen Minna, die in der Liebe zwischen zwei Männern gefangen ist und trotz hoher Intelligenz an ihrem Unvermögen, sich für einen der beiden zu entscheiden, schließlich zerbricht.
- Jakob Wassermann: Melusine (Deutschland, 1896)
- Henry James: Die Flügel der Taube (USA, 1902)
- Edith Wharton: Das Haus der Freude (USA, 1905); Summer (1917); The Age of Innocence (1920)
- André Gide: Die enge Pforte (Frankreich, 1909)
- Raymond Radiguet: Le Diable au corps (Frankreich, 1923)
- Michael Arlen: The Green Hat (England, 1924)
- D. H. Lawrence: Lady Chatterley (England, 1928): Der naturalistische Roman erzählt vordergründig eine Ehebruchsgeschichte; seine eigentliche Leistung besteht jedoch darin, dass darin radikal herausarbeitet ist, wie sehr Liebe eine Funktion der Sexualität ist.
- Henry Green: Loving (England, 1945)
- Nevil Shute: Eine Stadt wie Alice (Australien, 1950)
- Graham Greene: Das Ende einer Affäre (England, 1951)
- Hans Erich Nossack: Spätestens im November (Deutschland, 1955)
- Boris Pasternak: Doktor Schiwago (Russland, 1957)
- Marguerite Duras: Die Verzückung der Lol V. Stein (Frankreich, 1964)
- Marie Vieux Chauvet: Amour, Colère et Folie (Haiti, 1968)
- Albert Cohen: Die Schöne des Herrn (Schweiz, 1968)
- Mishima Yukio: Das Meer der Fruchtbarkeit (Japan, 1965–70)

Auch viele neuere Liebesromane lassen sich der Hochliteratur zurechnen, z. B.:
- Leonid Zypkin: Ein Sommer in Baden-Baden (Russland, 1981)
- Gabriel García Márquez: Die Liebe in den Zeiten der Cholera (Kolumbien, 1982)
- Peter Carey: Oscar und Lucinda (Australien, 1988)
- Laura Esquivel: Como agua para chocolate (Mexiko, 1989)
- Bodo Kirchhoff: Infanta (Deutschland, 1990)
- Jeannette Winterson: Auf den Körper geschrieben (England, 1992)
- Alain de Botton: Versuch über die Liebe (England, 1993)
- Patricia Duncker: Hallucinating Foucault (England, 1996)
- Monika Maron: Animal triste (Deutschland, 1996)
- Haruki Murakami: Sputnik Sweetheart (Japan, 1999)
- Salman Rushdie: The Ground Beneath her Feet (England, 1999)
- Hiromi Kawakami: Sensei no kaban, (Japan, 2000; deutsch: Der Himmel ist blau, die Erde ist weiß)
- Margaret Mazzantini: Geh nicht fort (Italien, 2001)
- Alan Pauls: El pasado (Argentinien 2003; deutsch: Die Vergangenheit)[3]
- Mario Vargas Llosa: Das böse Mädchen (Peru/Spanien, 2006)
- Peter Stamm: Sieben Jahre (Schweiz, 2009)[4]
- Tomas Espedal: Wider die Natur (Norwegen, 2013)
- Martin Ganter: War anders und anders. Auf den Spuren von Träumen (Rom 2024)

## Hochliterarischer und trivialer Liebesroman
Der populäre Liebesroman (auch: Liebes- und Familienroman) bezeichnet ein umfangreiches Genre der Trivialliteratur, das sich vorwiegend an das weibliche Leserpublikum wendet und in seinem Aufbau zumeist trivialen, also leicht zugänglichen Grundmustern folgt. Dabei ist die definitorische Unterscheidung der Wörter trivial und banal grundlegende Voraussetzung zum Begriffsverständnis der Trivialliteratur. In wissenschaftlicher Fachliteratur, beispielsweise im Bereich der Höheren Mathematik oder Höheren Physik, steht das Wort trivial der definitorischen lateinischen Wortbedeutung folgend für die leichte Zugänglichkeit, ermöglicht durch Aufbereitung des komplexen Sachverhalts mittels der Nutzung der menschlichen Grundkompetenz des Logischen Denkens – es wird folglich kein Studium, sprich kein Fachwissen zum Verständnis trivialer Sachverhalte benötigt, wobei der Komplexitätsgrad dabei keine Rolle spielt.
Zusammengefasst bedeutet Trivialliteratur per lateinischer Wortdefinition demnach „leicht zugängliche, für jedermann verständliche Literatur“, wobei nicht der Komplexitätsgrad der Themen jener Literatur eingeschränkt wird, sondern der Komplexitätsgrad ihrer Erzählstruktur. Triviale Liebesromane sind nach dieser Wortdefinition, abgeleitet von den lateinischen Wortbedeutungen, demzufolge Geschichten, welche die eigentlich hochkomplexe Psychologie des Menschen in einfachen Strukturen zu erzählen und damit leichte Zugänglichkeit herzustellen versucht.
Daraus ergibt sich, dass nicht jeder Liebesroman der Trivialliteratur zugeordnet werden kann, da sich Thematiken wie Kindssterben, Missbrauch, tödliche Erkrankungen oder ähnlich komplexe Themen nicht problemlos trivialisieren lassen. Ein Beispiel einer solchen nicht-trivial erzählten Geschichte ist Shakespears Romeo und Julia, da es sich um eine Tragödie mit aus heutiger Sicht historischem Kontext handelt. Solche Art Liebesromane zählen zur Hochliteratur, die der Wortbedeutung nach nicht mehr jedem Leser zugänglich ist und höhere Verständnisvoraussetzungen benötigt, in diesem Fall entsprechende historische Kenntnisse für das volle Verständnis von Shakespears Tragödie.
Häufig liegt Trivialliteratur in Form von Fortsetzungsromanen, Pulp-Magazinen oder Taschenbüchern vor, im deutschsprachigen Raum auch in Form von Heftromanen.

## Geschichte des trivialen Liebesromans
Die Entstehung des Liebes- und Familienromans hängt unmittelbar mit der gesellschaftlichen Situation des Bürgertums unter der spätfeudalen Herrschaft zusammen. Dieser Bürger war zunehmend darauf angewiesen, wirtschaftlich und politisch an Einfluss zu gewinnen, um neben dem herrschenden Adel bestehen zu können.
Vor allem in Bezug auf die Herausbildung und Durchführung neuer bürgerlicher Moral- und Wertvorstellungen und Lebensführung besaß die Frage nach der korrekten Verhaltensweise in Haus und Familie große Bedeutung. Wurde diese Problematik bereits in den „Moralischen Wochenschriften“ thematisiert, nutzen ab dem 18. Jahrhundert die Aufklärer das neue Medium „Roman“, um der Frage nach den Möglichkeiten häuslichen Glückes nachzugehen und Geschichten mit der Beschreibung von Privatschicksalen zu nähren. Daraus entstand der so genannte moraldidaktische, anrührende Familienroman.

### Drama
Als frühe dramatische Werke trivialer Familien- und Liebesliteratur sind die Rührstücke August Wilhelm Ifflands (Verbrechen aus Ehrsucht, Die Mündel) oder August von Kotzebues (Menschenhass und Reue sowie Die edle Lüge) zu nennen. Diese Werke spiegelten bereits die bis heute kennzeichnenden Merkmale der Familien- und Liebesliteratur wider: Beschränkung auf das private Einzelschicksal und Vermittlung von Emotionalität.
Dabei ist als wichtige Vertreterin neben Iffland und Kotzebue Charlotte Birch-Pfeiffer zu erwähnen, die zwischen 1830 und 1860 den Ruf der „Beherrscherin der deutschen Bühne“ genießen konnte. Sie verfasste allein mehr als 20 Familiendramen, wie z. B. Trudchen, Eine Familie, Das Forsthaus oder Rose und Röschen.

### Prosa
Im Prosabereich spielten besonders vier Autoren eine entscheidende Rolle: August Lafontaine (Die Gewalt der Liebe, Familiengeschichten, Die Stiefgeschwister), Friedrich August Schulze, der unter dem Pseudonym „Friedrich Laun“ bekannt wurde (Heiratshistorien, Drei Küsse und eine lange Nacht, Familienglück), Gustav Schilling (Die Brautschau, Häusliche Bilder) sowie Heinrich Clauren (Leidenschaft und Liebe, Das Dijon-Röschen, Vielliebchen).
Nach der Produktion dieser Werke zwischen 1780 und 1830 setzte eine neue Welle trivialer Familien- und Liebesliteratur erst wieder in den 1860er Jahren ein. In dieser Zeit begann eine Vielzahl von Frauen das Schreiben. Viele von ihnen prägten das Bild des Familienblatts Die Gartenlaube, wie beispielsweise E. Marlitt, deren Werke – z. B. Goldelse, Das Geheimnis der alten Mamsell oder Die Frau mit den Karfunkelsteinen – Bestseller waren und weitaus mehr Leser fanden als berühmtere Zeitgenossen wie etwa Theodor Fontane; da die Liebesgeschichte die Handlung bei Marlitt lediglich zusammenhält, während ganz andere Ereignisse im Vordergrund stehen, ist die Einstufung ihres Werks als Liebesromanliteratur gelegentlich auch bestritten worden.
Weiterhin sind im Bereich des trivialen Liebesromans Wilhelmine Heimburg, Elisabeth Bürstenbinder oder Anny Wothe zu erwähnen.

### Familien- und Liebesliteratur des 20. Jahrhunderts

#### Deutschsprachiger Raum
Mit Beginn des 20. Jahrhunderts setzt auch der unübertreffliche Erfolg Hedwig Courths-Mahlers ein, deren Romane innerhalb eines halben Jahrhunderts in einer Gesamtauflage von rund 30 Millionen Exemplaren gedruckt wurden. Zu ihren erfolgreichsten Werken zählen unter anderem Des anderen Ehre, Meine Käthe, Eine ungeliebte Frau, Die schöne Unbekannte oder Verschmäht.
Neben Courths-Mahler waren nur zwei weitere Schriftstellerinnen auf diesem literarischen Gebiet von Bedeutung: Helene Butenschön, die unter dem Pseudonym „Fr. Lehne“ auftrat, und Anny von Panhuys.
Nach und nach tauchten Familien- und Liebesromane auch in den seit Beginn des 20. Jahrhunderts populär gewordenen Romanheftserien auf. Zwar waren sie bis zum Ende des Ersten Weltkriegs nur schwach – zum Beispiel durch die Reihen Intime Geschichten oder Was man nicht laut erzählt – vertreten, jedoch konnten sie sich im Laufe der Zeit mit den Kleinen Meister-Romanen oder der Serie Frauen von heute ebenfalls weiter etablieren.
Die Blütezeit der Familien- und Liebesliteratur in Westdeutschland beginnt allerdings erst nach 1949. In der DDR hingegen wurde diese Literatur nicht produziert, sondern sogar alle bereits existierenden Werke im Zuge der Kulturpolitik entsorgt.
In der Bundesrepublik hingegen machten Familien- und Liebesromane bald mehr als die Hälfte aller Romanheftserien aus, wobei seit 1958 ein Rückgang auf ca. 35 Prozent zu beobachten war. Zu diesen Serien zählen unter anderem Mein Roman, Romane des Herzens, Linden-Roman, Roman am Sonnabend oder Bastei-Familien-Roman.
Aktuelle Beispiele moderner Liebes- und Familienliteratur sind der literarisch wertvolle Roman Die Liebesblödigkeit von Wilhelm Genazino, die Erzählungen Reiche Mädchen von Silke Scheuermann, P.S. Ich liebe Dich von Cecelia Ahern oder der Roman Letzte Tage, jetzt von Jan Drees sowie der ganz neue Erfahrungsbereiche erschließende Liebes- und Traumroman War anders und anders. Auf den Spuren von Träumen von Martin Ganter, der darauf zielt „die Liebe und damit sich selbst in der Liebe zu erkunden, bis weit hinaus über den Tod“.

#### Vereinigte Staaten
In den Vereinigten Staaten entstand 1972 ein neuer Typus von publikumswirksamen Liebesromanen, die als „Romance Novels“ bezeichnet werden und im Gegensatz zu traditionellen Romanen vor der Taschenbuchausgabe keine Phase durchlaufen, in der sie nur als teures gebundenes Buch angeboten werden, sondern direkt als billig gemachtes Mass Market Paperback produziert werden. Den Auftakt bildeten 1972 sogenannte „Bodice Ripper“ (deutsch: Nackenbeißer), Schema-Romane im historischen Gewand, die die emotional und erotisch intensiven Geschichten unwiderstehlicher und eigensinniger junger Frauen erzählen, die von attraktiven und draufgängerischen Männern vom Typus „Alphamännchen“ nach und nach bezwungen und zur großen Liebe geführt werden. Bereits in den 1970er Jahren erfuhr dieser Romantypus eine weite thematische Auffächerung und umfasst heute z. B. auch Gegenwartsromane, Fantasygeschichten, Vampirromane und Western, die alle eine zentrale Liebeshandlung haben.